# بيت المدينة الثقافي
بيت المدينة الثقافي أو «حوش الكيخيا» هو معرض في مدينة بنغازي، ليبيا.

## الموقع
يقع في شارع العقيب في وسط المدينة .

## وصف
المبنى عبارة عن منزل قديم كبير بني على الطراز العثماني في المدينة.

## تاريخ
تعرض المبنى لأضرار جراء الحرب التي خاضها الجيش الوطني ضد الجماعات المسلحة على مدار أربع سنوات. في التسعينيات رُمم وحُول إلى معرض يُعرض من خلاله مراحل من التاريخ المحلي للمدينة، كما تُعقد به معارض فنية مختلفة. إعادة دور بيت المدينة الثقافي بحيث يمكن من خلاله تفعيل النشاط الثقافي والفني في البلدية إضافة لكون مقرا لجهاز المدينة القديمة في بنغازي.
مشروع صيانة وترميم بيت المدينة الثقافي «حوش الكيخيا» ممول من برنامج صندوق الأمم المتحدة الإنمائي، ويشرف على تنفيذه مكتب المشروعات بالبلدية بالتنسيق مع جهاز المدن التاريخية.